# Česmenskij rajon
Il Česmenskij rajon (in russo Чесменский район?) è un rajon dell'oblast' di Čeljabinsk, nella Siberia occidentale. Istituito nel 1935, il suo capoluogo è Česma.

## Villaggi
- Tarutino